# Guardián del Registro
El Guardián o Cuidador del Registro (formalmente más conocido en inglés como Keeper of the National Register of Historic Places) es un oficial del Servicio del parque nacional (NPS por sus siglas en inglés), y es el responsable de decidir sobre la admisibilidad de las propiedades históricas para su inclusión en el Registro Nacional de Lugares Históricos (NRHP). La autoridad del guardián puede ser delegada como él o ella lo considere oportuno. La Oficina Estatal Histórica de Preservación (SHPO) somete una nominación para cada estado al guardián. Al momento de recibirla, el guardian tiene 45 días para decidir si agrega la propiedad al Registro Nacional de Lugares Históricos.